# مابوتشي
المابوتشي (بالمابودونغون: mapuche) هم مجموعة من الشعوب الأصلية في الأمريكتين والتي تتمركز في وسط وجنوب تشيلي وجنوب الأرجنتين. كانت تعرف باسم أرَوكانوس (بالإسبانية: araucanos) من قبل الإسبان، وهو الاسم الذي يولد الرفض من قبل البعض. المابوتشي يشكلون نحو 4٪ من سكان تشيلي ويتوزعون بشكل خاص في منطقة أرَوكانيا التشيلية، وأيضاً في منطقتي باتاغونيا التشيلية والأرجنتينية.
اقتصاد المابوتشي قائم على الزراعة، والتنظيم الاجتماعي يتكون من الأسر الممتدة، وذلك بتوجيه من lonko أو الكبير، وفي زمن الحرب تتوحد في مجموعات أكبر وتنتخب toqui لقيادتها.
العرق المابوتشي واسع الانتشار، يتألف من مجموعات مختلفة، تجمع بينها التقاليد الاجتماعية والدينية والهيكل الاقتصادي، فضلا عن التراث المشترك اللغوي. نفوذهم ممتدة بين نهر أكونكاغوا وأرخبيل شيلوي، وشرقا إلى بامبا الأرجنتيني.
يعتمد الاقتصاد التقليدي لشعوب المابوتشي على الزراعة. تعتبر الأسرة الموسعة، التي يشرف عليها اللونكو أو السيد، العنصرَ الأساسي المكون لمنظومة شعب المابوتشي الاجتماعية التقليدية. في أوقات الحرب، تتحد شعوب المابوتشي لتشكل مجموعات أكبر، ويُنتخب التوكي (بمعنى «حامل الفاس») لقيادتها. تشتهر شعوب المابوتشي بالأقمشة التي تحيكها النساء، والتي صدرها التجار إلى المناطق المجاورة لعدة عقود ابتداءًا من العام الذي وصل فيه المستكشفون والمستعمرون الأوروبيين. في وقت وصول الإسبانيين إلى الأمريكييتن، كانت شعوب المابوتشي تقطن الوديان التي تقع بين نهري إيتاتا وتولتين. إلى الجنوب من تلك المناطق، وحتى أرخبيل تشيلوي، عاشت شعوب الكونكو وهويليش. في القرون السابع عشر والثامن عشر وحتى التاسع عشر، هاجرت بعض المجموعات التي كانت تنتمي إلى شعب مابوتشي شرقُا باتجاه جبال الأنديز والبامبا، وأقامت علاقات مع أفراد شعبي البويا والبيهوينش واندمجت معهم. في نفس الفترة تقريبًا، قامت بعض المجموعات العرقية من منطقة بامبا، كشعب البوليش، وقبيلة رانكيل، وشعب التيهوليتش، بالتواصل مع شعب مابوتشي. تبنى شعب التيهوليتش لغة قبائل المابوتشي إضافة إلى جزء من ثقافتهم، في عملية أصبح يطلق عليها اسم أروكانية باتاغونيا.
اختلط أفراد شعب المابوتشي في المناطق الخاضعة للسيطرة الإسبانية، وخاصة قبيلة بيكيونتش، مع الإسبان خلال الفترة الاستعمارية، وشكلوا معهم شعبًا مختلطًا، وفقدوا هويتهم الأصلية. بالمقابل، احتفظت مجموعات المابوتشي التي كانت تقطن مناطق أروكانيا وباتاغونيا باستقلاليتها حتى أواخر القرن التاسع عشر، وذلك عندما احتلت تشيلي أروكانيا، وغزت الأرجنتين المناطق الصحراوية. منذ ذلك الحين، أصبح أفراد شعب المابوتشي رعايا، ثم أصبحوا سكانًا ومواطنين في الدول الجديدة التي قامت في تلك المناطق. يشارك اليوم العديد من أفراد المجموعات التي تنتمي لشعب مابوتشي في ما يسمى بنزاع شعب المابوتشي لاسترجاع الأرض، ويطالبون بحقوقهم كسكان أصليين في كل من الأرجنتين وتشيلي.

## أصل التسمية
تاريخيًا، أشار الإسبان الذي استعمروا أمريكا الجنوبية إلى شعب المابوتشي من خلال استخدام مصطلح (أروكانيون) أو (شعب الأروكانوس)، وهو ما يعتبر اليوم مصطلحًا مُسيئًا لشعب مابوتشي. من المحتمل أن يكون اسم أروكانوس مشتقًا من اسم منطقة راغ كو (بالإسبانية Arauco، آراكو) بمعنى المياه الموحلة. ومن المستبعد أن تكون كلمة «أوكا، awqa» بلغة كتشوا، التي تعني «المتمرد، أو العدو» أصلًا لتسمية شعب أروكانوس.
يعتقد الباحثون بأن مجموعات المابوتشي المختلفة (مولوتشي، وهويليتش، وبيكونش، إلخ..) قد أطلقوا على أنفسهم اسم «ريش، بالإسبانية Reche»، خلال الفترة الاستعمارية الإسبانية المبكرة، إذ تشير الكلمة المؤلفة من شقين («re» بمعنى النقي، وكلمة «che» بمعنى الناس) إلى «دمائهم النقية»، حسب وصفهم.
يستخدم اسم «مابوتشي» للإشارة إمّا إلى شعوب البيكونش، والهويليش، والمولوش، والنغولوش من إقليم أروكانيا، أو للإشارة بشكلٍ حصري إلى شعبي المولوش والنغولوش. مع ذلك، يعتبر اسم «مابوتشي» اسمًا حديثًا نسبيًا ويعني «شعب الأرض».
يصنف شعب المابوتشي حسب التوضع الجغرافي إلى:
- قبائل البويلش: «شعب الشرق»، هم الذين سكنوا مناطق بويل مابو (مناطق بامبا، وباتاغونيا الأرجنتينية).
- قبائل البيكونش أو البيكنش: «شعب الشمال»، وسكنوا الأراضي الشمالية (مناطق بيكون مابو).
- قبائل ويليش أو هويليش: «شعب الجنوب»، وسكنوا الأراضي الجنوبية، (مناطق ويلي مابو).
- قبائل بيوينش أو بيهوينش: الذين سكنوا المناطق التي تنتشر فيها شجرة أروكاريا أروكانية (مناطق بيوين مابو).
- قبائل لافكنش: «شعب البحر»، وسكنوا أرض البحر (مناطق لافكين مابو)، ويطلق عليهم أيضًا لقب شعب مابوتشي الساحلي.
- قبائل ناغشي: «شعب السهول»، وسكنوا السهول (مناطق ناج مابو)، الواقعة بين سلسلة جبال كورديليرا دو ناويلبوتا والأراضي المتاخمة لها.
- قبائل وينتيشي: «شعب الوديان» الذين سكنوا الوديان (مناطق وينتي مابو).[9]

## التاريخ

### العصر ما قبل الكولومبي
أظهرت الاكتشافات الأثرية أن ثقافة شعب المابوتشي كانت تسيطر على العديد من المناطق في  كل من تشيلي والأرجنتين في الفترة ما بين عامي 600 و 500 قبل الميلاد. يختلف شعب المابوتشي جينيًا عن الشعوب الأصلية المجاورة في باتاغونيا، وهو ما يشير إلى وجود «أصل مختلف لهم، أو من الممكن أن يشير أيضًا إلى تعرض سكان قبائل مابوتشي وباتاغونيا لانعزال طويل الأمد».
يقال بأن قوات إمبراطورية الإنكا قد تمكنت من الوصول إلى نهر مولي، وخاضت معركة مع شعب المابوتشي بين نهر مولي ونهر إيتاتا. يعتقد معظم الباحثين الحديثين بأن الحدود الجنوبية لإمبراطورية الإنكا تقع بين مدينة سانتياغو، عاصمة تشيلي، ونهر مايبو، أو بين سانتياغو ونهر ماولي. وبالتالي، فقد نجا الجزء الأكبر من شعب المابوتشي من الوقوع تحت حكم إمبراطورية الإنكا. شهد شعب المابوتشي أول اتصال مع دولة منظمة من خلال تواصلهم من غزاة إمبراطورية الإنكا، وهو ما أعطاهم وعيًا اجتماعيًا تمكنوا من خلاله التمييز بين شعوبهم وبين القوات الغازية المنظمة ووحّدهم في كيانات جغرافية وسياسية رخوة مع افتقارهم إلى دولة منظمة.
مثلت المنطقة الممتدة من نهر إيتاتا إلى جزير تشيلوي، وهي المنطقة التي كانت تعتبر مركزًا لشعب المابوتشي، أكبر تجمع للسكان الأصليين في تشيلي، خلال فترة وصول المستعمرين الإسبان الأوائل إلى المنطقة. قدر المؤرخ التشيلي، خوسيه بينغوا، عدد سكان شعب المابوتشي الذي سكن المنطقة الممتدة بين نهر إيتاتا وبحيرة ريلونكافي ساوند، في منتصف القرن السادس عشر، بحوالي 705 الف إلى 900 ألف نسمة.

### حرب أراكو
تَبع الغزو الإسباني للبيرو توسعًا في أراضي شعب المابوتشي. في عام 1541، وصل بيدرو دي فالديفيا إلى تشيلي قادمًا من مدينة كوزكو في البيرو وأسس مدينة سانتياغو. قاتلت قبائل المابوتشي الشمالية (قبائل بروماوكايس والبيكونس) ضد الغزو الإسباني، ولكن دون جدوى. تعتبر المعلومات المتوفرة اليوم عن مقاومتهم للغزو الإسباني محدودة جدًا.
انطلق بيدرو دي فالديفيا، الذي كان يهدف إلى السيطرة على تشيلي بكاملها حتى مضيق ماجلان، بحملة إلى جنوب وسط تشيلي بهدف السيطرة على المزيد من الأراضي التابعة لشعب مابوتشي. أسس الإسبان، في الفترة ما بين عامي 1550 و 1553، عدة مدن في أراضي شعب مابوتشي، من بينها كونثبثيون، وفالديفيا، وكاراهيو، وفيلاريكا، وأنخول. أنشأ الإسبان أيضًا قلاع أراوكو، وبيورين، وكانيت. زاد الإسبان من جهودهم المبذولة بهدف كسب المزيد من الأراضي، فتورطوا بحرب أراكو مع شعب المابوتشي، وهو صراع متقطع استمر لمدة 350 عامٍ تقريبًا. ازداد حقد أفراد شعب مابوتشي على الغزاة الإسبان لعدم وجود تقاليدٍ للعمل القسري في ثقافتهم مشابهة لتلك الموجودة عند شعب الإنكا، ورفضوا بشكل قاطع العمل كخدم عند الإسبان.
حاصر شعب المابوتشي بشكل متكرر المستوطنات الإسبانية في منطقة أروكانيا منذ تأسيسها في الفترة ما بين عامي 1550 و 1598، وكانت الحرب بين الطرفين في الغالب، نزاعًا منخفض الحدة. انخفض عدد أفراد شعب المابوتشي بشكل ملحوظ بعد الاتصال مع الغزاة الإسبان، إذ أهلكت الحروب والأوبئة القسم الأكبر من السكان، وتوفي آخرون في مناجم الذهب المملوكة من قبل الإسبان.
في عام 1598، نصب مجموعة من المحاربين العائدين من إحدى الغارات في مدينة تشيلان، كمينًا للقائد العسكري الإسباني مارتن غارسيا أونيز دي لويولا وقواته أثناء استراحتهم مستغلين عدم اتخاذ الفرقة العسكرية لأي احتياطات ضد أي هجوم محتمل. توفي جميع المقاتلين الإسبان تقريبًا، باستثناء رجل دين واحد يدعى بارتولومي بيريز، أخذه محاربو شعب المابوتشي أسيرًا مع جندي واحد يدعى برناردو دي بيريدا. بدأ شعب مابوتشي بعد هذه الحادثة انتفاضة عامة دمروا فيها جميع المدن الإسبانية في مناطقهم الواقعة إلى الجنوب من نهر بيوبيو.

## ثقافة المابوتشي
يعتبر شعب المابوتشي نفسه أهل الأرض (mapu-che)؛ ولذلك فإن لغته المابودنوغون (mapudungun) هي ’’لغة الأرض‘‘. فالجزء مابو (Mapu) يعني الأرض في حين أن الجزء تشي (che) يعني أهل. ومن هذا المنطلق، فإن الأرض هي نيوكي مابو (Ñuke Mapu) بمعنى الأرض الأم التي تتحول في الفكر السياسي إلى مفهوم وال مابو (Wall Mapu)، ومعناه الإقليم. ويعتبر شعب المابوتشي نفسه عموما أبناء الأرض وبناتها. ويكرس جميع جهوده لاستعادة الأراضي المصادرة من قبل شيلي. وهو يعتبر أن سلسة الإنسان - الأرض - الطبيعة إنما هي كلّ واحد، ومن ثم كان اقتناع المابوتشي بأنهم براعم الأرض: ’’تنطوي كلمة مابوتشي على معنى أعمق بكثير من مجرد أهل الأرض، وتفيد بالأحرى برعما من براعم الأرض، يُخلقون منها، أي أناس يولدون في الأرض ويعيشون فيها ويعبرونها ليعودوا عند مماتهم إليها. وفي هذا الصدد، يكتسي مفهوم أدمابو (Admapu) أهمية من حيث أنه ينظم جميع دورات حياة الفرد المنتمي لشعب المابوتشي، ويشمل مجموعة من الأنظمة التي يحرص أفراد الجماعة (lof) على الامتثال لها وتلقينها، بحيث أن انتهاكها يؤدي إلى نشوب النزاعات. ولا تعزى المسؤولية المترتبة على الانتهاك إلى الفرد فحسب وإنما إلى الجماعة ككل.

## وصلات خارجية
- موقع المبوتشي الدولي الرسمي